# 托里斯
托里斯是巴西南大河州的一个市镇。总面积162.128平方公里，总人口32358人，人口密度199.6人/平方公里。